# Nikolai Fjodorowitsch Katanow

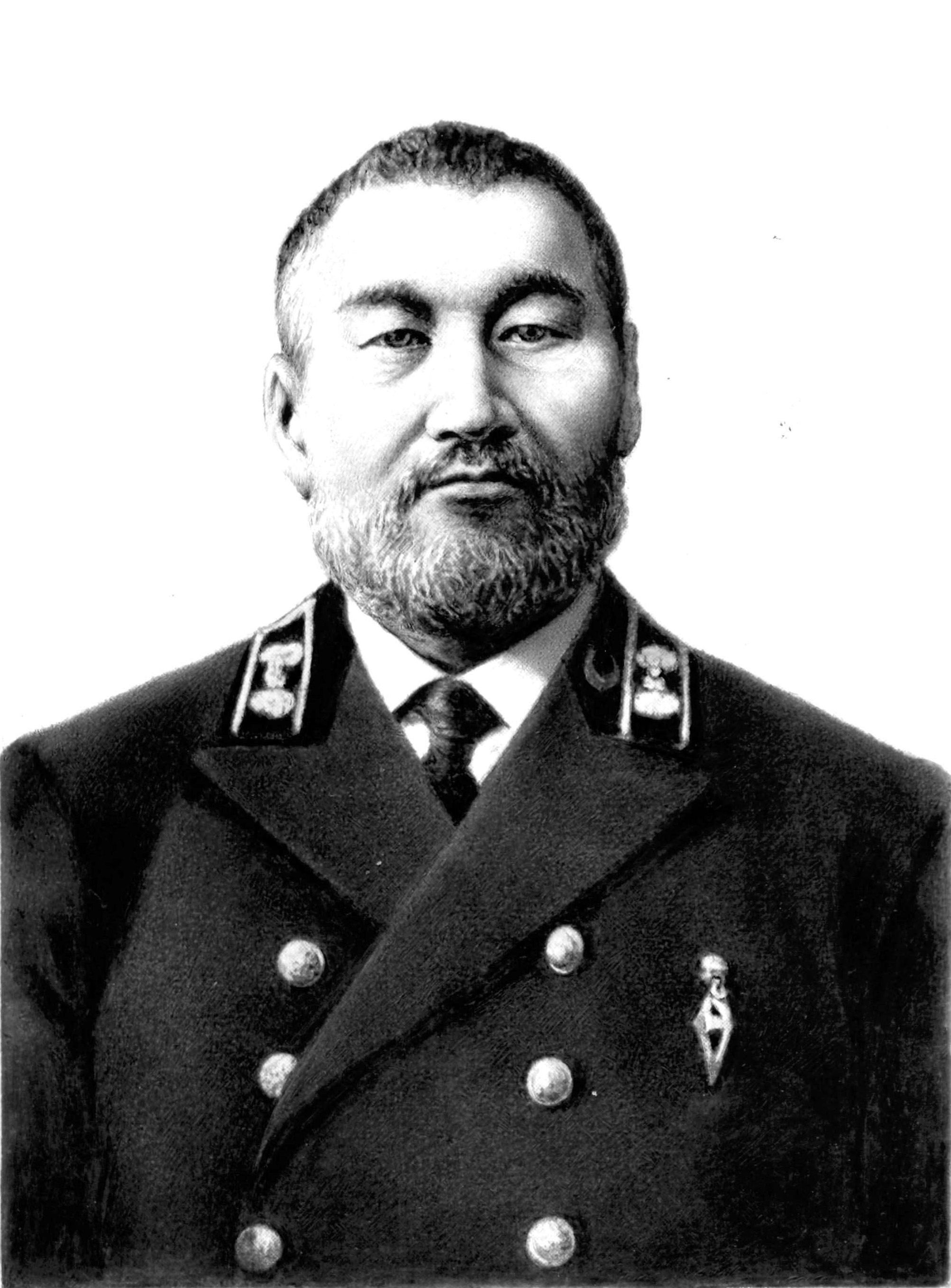
Nikolai Fjodorowitsch Katanow

Nikolai Fjodorowitsch Katanow (russisch Николай Фёдорович Катанов, wiss. Transliteration Nikolaj Fëdorovič Katanov, häufig inkorrekt Fedorowitsch/Fedorovič; * 6. Maijul. / 18. Mai 1862greg. bei Askis, Gouvernement Jenisseisk; † 10. März 1922 in Kasan) war ein russischer Ethnograph, Linguist und Turkologe sagaj-türkischer Herkunft.
Er lehrte an der Universität Kasan. Seine Reisebeschreibungen liefern unter anderem wichtige Beiträge zur Kenntnis des Schamanismus. Die Chakassische Staatliche Universität in Abakan ist nach ihm benannt.